# La Malédiction des hommes-chats
Série
La Féline
(1942)
Pour plus de détails, voir Fiche technique et Distribution.
La Malédiction des hommes-chats (The Curse of the cat people) est un film américain, réalisé par Robert Wise et Gunther von Fritsch, sorti en 1944. Produit par Val Lewton, pour la RKO, il se veut la suite de La Féline, mais en est très éloigné, et dans l'esprit et dans l'histoire,.

## Synopsis

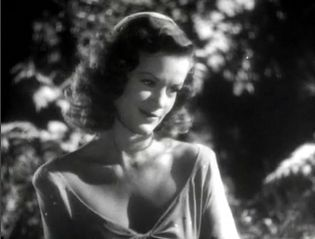
Simone Simon

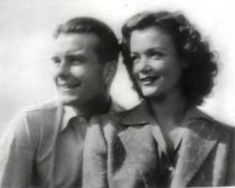
Kent Smith et Simone Simon

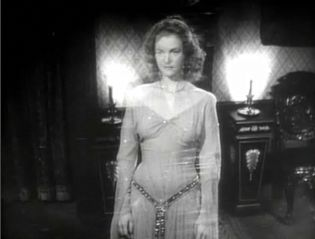
Simone Simon

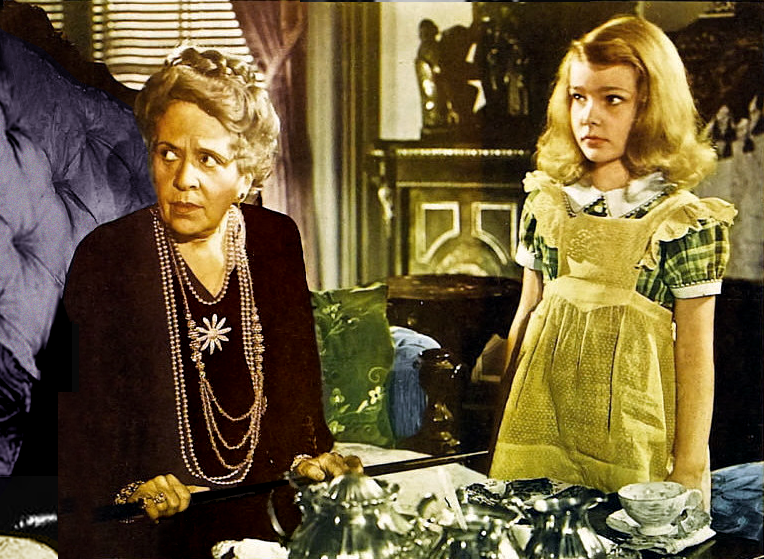
Julia Dean et Ann Carter

Amy, la fille d'Oliver et Alice, est une petite fille solitaire et silencieuse. Au lieu de jouer avec ses amies, elle fuit la réalité et s'enferme dans ses rêves. Un jour, elle rencontre une vieille dame un peu excentrique qui vit dans une maison que l'on dit hantée. Grâce à une bague magique offerte par cette vieille dame, elle se lie d'amitié avec Irena, le fantôme de la défunte première épouse de son père. Mais au lieu d'être la femme tourmentée et jalouse de "la Féline", Irena est devenue une bonne fée qui va veiller sur l'enfant.

## Fiche technique
- Titre : La Malédiction des hommes-chats
- Titre original : The Curse of the cat people
- Réalisation : Robert Wise et Gunther von Fritsch
- Scénario : DeWitt Bodeen, Val Lewton (non crédité)
- Musique : Roy Webb dirigée par Constantin Bakaleinikoff
- Direction artistique : Albert S. D'Agostino, Walter E. Keller
- Décors : Darrell Silvera, William Stevens
- Costumes : Edward Stevenson
- Photographie : Nicholas Musuraca
- Son : Francis M. Sarker
- Montage : J.R. Whittredge
- Production : Val Lewton (producteur), Sid Rogell (producteur exécutif, non crédité)
- Sociétés de production et de distribution : 
  - USA : RKO Radio Pictures
  - France : Etoile Distribution (distribution seulement, 1971)
- Pays d'origine : États-Unis
- Langue : anglais
- Format : Noir et blanc ; 1:37 ; Son : Mono (RCA Sound System)
- Genre : film fantastique
- Durée : 70 minutes
- Date de sortie :
  - États-Unis : 3 mars 1944
  - France : 12 mai 1971

## Distribution
- Simone Simon : le fantôme d'Irena Reed
- Kent Smith : Oliver Reed
- Jane Randolph : Alice Reed
- Ann Carter (en) : Amy Reed
- Sir Lancelot (en) : Edward, le domestique
- Julia Dean : Mme Julia Farren
- Elizabeth Russell : Barbara Farren
- Eve March : miss Callahan, l'institutrice d'Amy
- Erford Gage (en) : le capitaine de police

## Production

### Tournage
Engagé initialement à la réalisation, Gunther von Fritsch est remercié au terme des 18 jours de tournage initialement prévus, ce dernier n'ayant filmé alors que 40% du script. Robert Wise le remplace alors pour ce qui sera sa première réalisation créditée. Val Lewton insiste sur l'utilisation de l'expression Cat People dans le titre, afin d'attirer un maximum des spectateurs conquis par La Féline [réf. souhaitée].

### Musique
Simone Simon chante dans le film une adaptation de la berceuse française Do, do, l'enfant do, ainsi que le chant de Noël français Il est né, le Divin Enfant.